# Cartes nationales de la Suisse

Carte nationale (1:200 000)

Les cartes nationales de la Suisse sont un ensemble de cartes topographiques conçues, éditées et distribuées par Swisstopo, l'office fédéral de topographie.
En 1938, le renouvellement des anciennes générations de cartes, la carte Dufour et la carte Siegfried, fut lancé. La première étape consista à établir les cartes pour l'ensemble du territoire à l'échelle 1:50 000. Dès 1952, l'échelle de 1:25 000 fut introduite mais ce n'est qu'en 1979 que le territoire fut complètement couvert. Plusieurs autres échelles découlèrent de ce travail de précision : 1:100 000, 1:200 000, 1:300 000, 1:500 000, 1:1 000 000.
Les cartes furent déclinées en plusieurs versions : cartes topographiques, cartes touristiques, cartes spéciales (pour l'aéronautique, la géologie, etc.). Elles sont maintenant également disponibles sur des supports électroniques.
| Échelle       | Date de réalisation | Nombre de cartes |
| ------------- | ------------------- | ---------------- |
| 1 : 25 000    | 1952–1979           | 249              |
| 1 : 50 000    | 1938-1963           | 78               |
| 1 : 100 000   | 1954-1965           | 23               |
| 1 : 200 000   |                     | 4                |
| 1 : 300 000   |                     | 1                |
| 1 : 500 000   |                     | 1                |
| 1 : 1 000 000 |                     | 1                |